# Lasioglossum lustricolle
Lasioglossum lustricolle is een vliesvleugelig insect uit de familie Halictidae. De wetenschappelijke naam van de soort is voor het eerst geldig gepubliceerd in 1987 door Moure & Hurd.